# Inonotus rickii
Inonotus rickii är en svampart som först beskrevs av Narcisse Theophile Patouillard, och fick sitt nu gällande namn av D.A. Reid 1957. Inonotus rickii ingår i släktet Inonotus och familjen Hymenochaetaceae.   Inga underarter finns listade i Catalogue of Life.